# Mongaillard
Mongaillard település Franciaországban, Lot-et-Garonne megyében. Lakosainak száma 167 fő (2022. január 1.). Mongaillard Buzet-sur-Baïse, Lavardac, Vianne és Xaintrailles községekkel határos.

## Népesség
A település népességének változása:
| Lakosok száma | 212  | 184  | 166  | 189  | 187  | 184  | 180  | 174  | 171  | 167  |
|               | 1968 | 1982 | 1990 | 2006 | 2013 | 2015 | 2017 | 2019 | 2020 | 2022 |